# Битка код Милезима
Битка код Милезима вођена је 13. и 14. априла 1796. године између француске и аустријско-сардинске војске. Део је Француских револуционарних ратова, тј. рата Прве коалиције, а завршена је француском победом.

## Битка
Да би одржао везу између пијемонтских и аустријских снага под генералом Јоханом Бољеом, које су се после пораза код Монтенотеа повукле на Дего, Ђовани Провера је држао висове између Бормиде ди Милезиме и Бормиде ди Спињо. Да би раздвојио Аустријанце и Пијемонтезе, Наполеон Бонапарта 13. априла упућује дивизију Ожроа у Милезим. Она се пробија кроз теснац код тог места док су две бригаде заузеле околне висове и смелим маневром обухватиле одред Провере који се упорно бранио у рушевинама замка северно од Косерије. Притиснут и опкољен са свих страна, Провера је 14. априла капитулирао оставши без хране и муниције. Бонапарта је битком код Милезима добио слободу за дејствовање против Пијемонта.